# جاستن آدامز
جاستن آدامز (بالإنجليزية: Justin Adams)‏ هو موسيقي وعازف قيثارة بريطاني، ولد في 1961 في وستمنستر في المملكة المتحدة.

## وصلات خارجية
- جاستن آدامز على موقع ميوزك برينز (الإنجليزية)
- جاستن آدامز على موقع ديسكوغز (الإنجليزية)